# Rajmund Badó
Rajmund Badó (15. srpna 1902 Budapešť, Maďarsko – 31. prosince 1986 New York, USA) byl maďarský zápasník.
V roce 1924 vybojoval na olympijských hrách v Paříži bronzovou medaili v řecko-římském zápasu v těžké váze. O čtyři roky později, na hrách v Amsterodamu ve stejné kategorii vybojoval šesté místo.
V roce 1925 vybojoval stříbro a v roce 1927 zlato na mistrovství Evropy v těžké váze.